# Banner Hill
Banner Hill – jednostka osadnicza w Stanach Zjednoczonych, w stanie Tennessee, w hrabstwie Unicoi.